# Arielle Ship
Arielle Leah Ship (Westlake Village, California, 2 de mayo de 1995) es una futbolista profesional estadounidense que juega como delantera en el Kansas City NWSL de la National Women's Soccer League. Fue nombrada Pac-12 Player of the Year en 2015, la primera en la historia de los California Golden Bears.

## Carrera
Ship fue elegida por Seattle Reign FC en la selección universitaria de la NWSL en 2017.
Fue cambiada junto con un pick en la selección universitaria de la NWSL en 2018 al Washington Spirit en intercambio para Diana Matheson. 8 de agosto de 2017, fue nombrada NWSL Jugadora de la Semana después de marcó un gol y dos asistencias en la victoria 4-1 frente al Sky Blue FC. 26 de agosto de 2017, Ship sufrió una lesión en el ligamento cruzado anterior durante un partido contra el Chicago Red Stars y perdería el resto de la temporada de 2017.